# Szavcsina
Szavcsina (szlovákul Savčina) Poroszka településrésze, egykor önálló falu Szlovákiában, a Trencséni kerületben, az Illavai járásban.

## Fekvése
Illavától 3 km-re északnyugatra, a Vág jobb oldalán fekszik. Poroszka központjától kb. 3 km-re délnyugatra található.

## Története
A korabeli feljegyzések szerint a település helyén régen major állt, melynek birtokosai a mikosfalvi nemes családból származó Budjacs István és felesége, Kojsói Anna voltak. A birtokos elődje Oroszlánkő várának kapitánya, Bujdacs András, aki 1640-ben a török ellen védte a várat.
A 18. század végén Vályi András így ír róla:  „SZAUSCSINA. Tót falu Trentsén Várm. földes Urai több Uraságok, lakosai katolikusok, fekszik Pruszkához közel, és annak filiája; határja jól termő.”
A major időközben elpusztult, de a 19. század elején újjáépítették, lakói főként kézművesek voltak.
Fényes Elek 1851-ben kiadott geográfiai szótárában így ír a faluról: „Savcsina, tót falu, Trencsén vmegyében, Kassával átalellenben a Vágh parton: 119 kath., 16 zsidó lak. Több nemes épületek. F. u. közbirtokosok. Ut. p. Trencsén.”
1910-ben a szomszédos Vágparttal (Podvázs) képezett egy községet. Ekkor Vágpartnak (Szavcsina-Podvázs) 202 lakosából 184 szlovák, 11 német, 1 magyar és 6 egyéb nemzetiségű volt. A trianoni békéig Trencsén vármegye Puhói járásához tartozott.

## Külső hivatkozások
- Szavcsina a térképen

## Lásd még
- Poroszka
- Vágpart